# Isaiah Swann
Isaiah Akeem Swann (San Diego, 10 febbraio 1985) è un ex cestista statunitense, professionista nella NBDL e in Europa.

## Palmarès
- Campionato israeliano: 1

Hapoel Gilboa Galil Elyon: 2009-10